# Giorgio Ferrini
Giorgio Ferrini (Trieste, 18 de agosto de 1939 - Turín, 8 de noviembre de 1976) fue un futbolista italiano y entrenador. Se desempeñaba en la posición de centrocampista. Jugó para el Torino de 1959 a 1975, siendo el capitán y el jugador emblemático en la historia del Granate con 565 apariciones en todas las competencias adelante de Paolo Pulici con 437. A nivel de club, ganó la Copa de Italia en 1967-68 y 1970-71. También representó a la Selección Italiana, la cual ganó la Copa de Europa en 1968.
Tenía el sobrenombre de la Diga (La presa) por sus cualidades como un muro defensivo en el medio campo.

## Sus inicios
Creció y se desarrolló en el equipo juvenil de ASD Ponziana y en 1955 fue firmado por el Torino siendo ingresado en su sistema juvenil, donde permaneció por tres años. En 1957 fue llamado a la Selección Nacional por el entrenador Giuseppe Galluzzi para verlo en un torneo juvenil. El 11 de agosto, Ferrini fue opcionado al Varesse de la serie C. En su única temporada con los "biancorossi" anotó 10 goles para la salvación del equipo, jugando principalmente desde el inicio.

## Torino
Regresando al equipo del Torino, empezó a mostrar destellos con Italo Mazzero en el medio campo donde el equipo preparaba las jugadas en la Serie B. El 20 de septiembre de 1959 hizo su debut con el Torino contra el Sambenedettese (0-0) y en la siguiente semana anotó su primer gol en casa contra el Cagliari (5-0). Terminó esa temporada con 38 apariciones y tres goles, ganando la promoción directa a la Serie A y siendo fundamental para el club por su clase y determinación. 
En la temporada siguiente, fue confirmado como jugador clave para el Torino por el entrenador Benjamin Santos, debutando en la Serie A el 25 de septiembre de 1960perdiendo contra el Sampdoria (1-0). Junto con Remo Lancioni uvo más apariciones durante la temporada, terminando en 12° lugar en la Liga Italiana.
Permaneció 16 temporadas con el Torino siendo un jugador emblemático para su categoría, con 39 goles anotados en 405 apariciones, en total, hizo 566 apariciones y anotó 56 goles entre la Liga, Copa de Italia y competiciones europeas. Ganó dos Trofeos de Copas de Italia en 1967-68 y 1970-71.
Su último juego fue contra el Napoli el 22 de junio de 1975 durante la Copa de Italia en 1974-75.

## Carrera internacional
Fue llamado a la Selección Nacional por el entrenador Gipo Viani para representar a la Azzurri, que finalizó en el cuarto lugar en los Juegos Olímpicos realizados en Roma en 1960 en donde jugó en tres ocasiones.
También en 1960, fue llamado a la Selección Nacional de la Liga Serie A menor de 23 contra su homóloga de la Liga Inglesa, entrando al minuto 30 como reemplazo de Giacomo Bulgarelli
Su primer llamado al equipo nacional de Italia fue el 13 de mayo de 1962 contra Bélgica, en la víspera de la Copa Mundial de la FIFA en Chile. Durante la competencia mundial, es recordado como uno de los protagonistas junto con Mario David contra los anfitriones chilenos, conocido como la Batalla de Santiago. Después de siete minutos en que puso orden el árbitro inglés Ken Aston por un violento foul contra el chileno Honorino Landa, fue expulsado y se negó a salir del campo queriendo seguir jugando hasta que intervinieron los policías (llamados carabineros en Chile, análogos a los Carabineros de Italia) para sacarlo del campo y permitir la reanudación del juego.
A diferencia de otros jugadores italianos de esa Copa del Mundo, que regresaron a jugar con el equipo nacional, para Ferrini este fue el último juego y el otro en 1968 en la copa Europea de Naciones (UEFA), cuando derrotaron a la Selección de Yugoslavia, jugado el 8 de junio de 1968.
Jugó en total siete juegos con la Squadra Azzurri.

## Estilo de juego
Su estilo de juego era duro, agresivo y enérgico en lo amplio del mediocampo, cubriendo mucho terreno. Ferrini fue conocido por su estamina y sus duros retos, así como su dedicación. liderazgo, capacidad técnica. Muy tenaz, influyente y versátil jugador en el equipo, siendo capaz de jugar en varias posiciones del medio campo jugando como defensor o como ofensivo. Su poder de combatividad y su excesivo estilo de juego, fue también conocido por ser un jugador limpío y correcto.

## Muerte
A pocos meses de haberse retirado, mientras era asistente del entrenador Luigi Radice en la temporada en la cual el Torino regresó para ganar el título de la Serie A, sufrió un aneurisma el 25 de agosto y, después de su recuperación inicial el 18 de octubre de 1975, se realizaron dos procedimientos quirúrgicos. Murió el 8 de noviembre de 1975 a la edad de 37 años. Está sepultado en la pequeña colina del cementerio de Pino Torinese, cerca de Superga, donde el Grande Torino  pereció en el desastre aéreo en la Superga, el 4 de mayo de 1949.

## Honores

### Participaciones en Copas del Mundo
| Mundial                        | Sede  | Resultado    |
| ------------------------------ | ----- | ------------ |
| Copa Mundial de Fútbol de 1962 | Chile | Primera fase |

### Participaciones en Eurocopas
| Eurocopa      | Sede   | Resultado |
| ------------- | ------ | --------- |
| Eurocopa 1968 | Italia | Campeón   |

## Clubes
| Club         | País   | Año         |
| ------------ | ------ | ----------- |
| Torino F. C. | Italia | 1955 - 1958 |
| A. S. Varese | Italia | 1958 - 1959 |
| Torino F. C. | Italia | 1959 - 1975 |

## Palmarés

### Campeonatos nacionales
| Título      | Club         | País   | Año     |
| ----------- | ------------ | ------ | ------- |
| Copa Italia | Torino F. C. | Italia | 1967-68 |
| Copa Italia | Torino F. C. | Italia | 1970-71 |

#### Copas internacionales
| Título   | Equipo              | País   | Año  |
| -------- | ------------------- | ------ | ---- |
| Eurocopa | Selección de Italia | Italia | 1968 |